# ARHGEF11
El factor 11 de intercambio de nucleótidos de guanina rho es una proteína que en los humanos está codificada por el gen ARHGEF11.    Esta proteína también se llama RhoGEF11 o PDZ-RhoGEF.

## Función
El factor de intercambio de nucleótidos de guanina 11 de Rho es el factor de intercambio de nucleótidos de guanina (GEF) para la proteína GTPasa pequeña RhoA.  Rho es una pequeña proteína GTPasa que está inactiva cuando se une al nucleótido de guanina GDP. Pero cuando actúan las proteínas Rho GEF como RhoGEF1, este GDP se libera y se reemplaza por GTP, lo que lleva al estado activo de Rho. En esta conformación activa unida a GTP, Rho puede unirse y activar proteínas y enzimas efectoras específicas para regular las funciones celulares.  En particular, la Rho activa es un importante regulador del citoesqueleto de actina celular. 
RhoGEF11 es miembro de un grupo de cuatro proteínas RhoGEF que se sabe que se activan mediante receptores acoplados a proteína G acoplados a las proteínas G heterotriméricas G 12 y G 13.  Los otros son ARHGEF1 (también conocido como p115-RhoGEF), ARHGEF12 (también conocido como LARG) y AKAP13 (también conocido como ARHGEF13 y Lbc).   RhoGEF11 regulada por GPCR (y estas proteínas GEF relacionadas) actúa como efector de las proteínas G 12 y G 13 . Además de ser activadas por las proteínas G 12 o G 13, tres de estas cuatro proteínas RhoGEF (ARHGEF1/11/12) también funcionan como proteínas activadoras de GTPasas (GAP) de la familia RGS para aumentar la tasa de hidrólisis de GTP de G 12 / Proteínas G 13 alfa (que son en sí mismas proteínas GTPasa). Esta acción aumenta la tasa de desactivación de la proteína G, limitando el tiempo durante el cual estos RhoGEF activan Rho. 
Se han descrito dos transcripciones alternativas que codifican diferentes isoformas. 

## Interacciones
Se ha demostrado que ARHGEF11 interactúa con:
- GNA12 [9]
- GNA13 [9]
- PLXNB1, [10] [11] [12] [13]
- PLXNB2 [10] [11]
- PLXNB3, [10]
- ROA [1]

## Otras lecturas
- Togashi H, Nagata K, Takagishi M, Saitoh N, Inagaki M (Sep 2000). «Functions of a rho-specific guanine nucleotide exchange factor in neurite retraction. Possible role of a proline-rich motif of KIAA0380 in localization». The Journal of Biological Chemistry 275 (38): 29570-8. PMID 10900204. doi:10.1074/jbc.M003726200.
- Jackson M, Song W, Liu MY, Jin L, Dykes-Hoberg M, Lin CI, Bowers WJ, Federoff HJ, Sternweis PC, Rothstein JD (Mar 2001). «Modulation of the neuronal glutamate transporter EAAT4 by two interacting proteins». Nature 410 (6824): 89-93. Bibcode:2001Natur.410...89J. PMID 11242047. S2CID 4381210. doi:10.1038/35065091.
- Longenecker KL, Lewis ME, Chikumi H, Gutkind JS, Derewenda ZS (Jul 2001). «Structure of the RGS-like domain from PDZ-RhoGEF: linking heterotrimeric g protein-coupled signaling to Rho GTPases». Structure 9 (7): 559-69. PMID 11470431. doi:10.1016/S0969-2126(01)00620-7.
- Perrot V, Vazquez-Prado J, Gutkind JS (Nov 2002). «Plexin B regulates Rho through the guanine nucleotide exchange factors leukemia-associated Rho GEF (LARG) and PDZ-RhoGEF». The Journal of Biological Chemistry 277 (45): 43115-20. PMID 12183458. doi:10.1074/jbc.M206005200.
- Driessens MH, Olivo C, Nagata K, Inagaki M, Collard JG (Oct 2002). «B plexins activate Rho through PDZ-RhoGEF». FEBS Letters 529 (2–3): 168-72. PMID 12372594. doi:10.1016/S0014-5793(02)03323-9.
- Nakayama M, Kikuno R, Ohara O (Nov 2002). «Protein-protein interactions between large proteins: two-hybrid screening using a functionally classified library composed of long cDNAs». Genome Research 12 (11): 1773-84. PMC 187542. PMID 12421765. doi:10.1101/gr.406902.
- Barac A, Basile J, Vázquez-Prado J, Gao Y, Zheng Y, Gutkind JS (Feb 2004). «Direct interaction of p21-activated kinase 4 with PDZ-RhoGEF, a G protein-linked Rho guanine exchange factor». The Journal of Biological Chemistry 279 (7): 6182-9. PMID 14625312. doi:10.1074/jbc.M309579200.
- Davidkova G, McCullumsmith RE, Meador-Woodruff JH (Nov 2003). «Expression of ARHGEF11 mRNA in schizophrenic thalamus». Annals of the New York Academy of Sciences 1003 (1): 375-7. Bibcode:2003NYASA1003..375D. PMID 14684465. S2CID 8158533. doi:10.1196/annals.1300.030. hdl:2027.42/74092.
- Banerjee J, Wedegaertner PB (Apr 2004). «Identification of a novel sequence in PDZ-RhoGEF that mediates interaction with the actin cytoskeleton». Molecular Biology of the Cell 15 (4): 1760-75. PMC 379273. PMID 14742719. doi:10.1091/mbc.E03-07-0527.
- Wang Q, Liu M, Kozasa T, Rothstein JD, Sternweis PC, Neubig RR (Jul 2004). «Thrombin and lysophosphatidic acid receptors utilize distinct rhoGEFs in prostate cancer cells». The Journal of Biological Chemistry 279 (28): 28831-4. PMID 15143072. doi:10.1074/jbc.C400105200.
- Guo X, Li Y, Peng K, Hu Y, Li C, Xia B, Jin C (Nov 2005). «Solution structures and backbone dynamics of arsenate reductase from Bacillus subtilis: reversible conformational switch associated with arsenate reduction». The Journal of Biological Chemistry 280 (47): 39601-8. PMID 16192272. doi:10.1074/jbc.M508132200.
- Longhurst DM, Watanabe M, Rothstein JD, Jackson M (Apr 2006). «Interaction of PDZRhoGEF with microtubule-associated protein 1 light chains: link between microtubules, actin cytoskeleton, and neuronal polarity». The Journal of Biological Chemistry 281 (17): 12030-40. PMID 16478718. doi:10.1074/jbc.M513756200.
- Gu J, Wu X, Dong Q, Romeo MJ, Lin X, Gutkind JS, Berman DM (Jun 2006). «A nonsynonymous single-nucleotide polymorphism in the PDZ-Rho guanine nucleotide exchange factor (Ser1416Gly) modulates the risk of lung cancer in Mexican Americans». Cancer 106 (12): 2716-24. PMID 16691626. doi:10.1002/cncr.21944.
- Olsen JV, Blagoev B, Gnad F, Macek B, Kumar C, Mortensen P, Mann M (Nov 2006). «Global, in vivo, and site-specific phosphorylation dynamics in signaling networks». Cell 127 (3): 635-48. PMID 17081983. S2CID 7827573. doi:10.1016/j.cell.2006.09.026.
- Ma L, Hanson RL, Que LN, Cali AM, Fu M, Mack JL, Infante AM, Kobes S, Bogardus C, Shuldiner AR, Baier LJ (May 2007). «Variants in ARHGEF11, a candidate gene for the linkage to type 2 diabetes on chromosome 1q, are nominally associated with insulin resistance and type 2 diabetes in Pima Indians». Diabetes 56 (5): 1454-9. PMID 17287471. doi:10.2337/db06-0640.

- Datos: Q18034708